# São Paulo Challenger 5 1991
Il São Paulo Challenger 5 1991 è stato un torneo di tennis facente parte della categoria ATP Challenger Series nell'ambito dell'ATP Challenger Series 1991. Il torneo si è giocato a San Paolo in Brasile dall'11 al 17 novembre 1991 su campi in terra rossa.

## Vincitori

### Singolare
Raúl Viver ha battuto in finale  Gabriel Markus per 7-6, 3-6, 6-3.

### Doppio
Francisco Montana /  Greg Van Emburgh hanno battuto in finale  Jordi Burillo /  David de Miguel Lapiedra per 3-6, 6-4, 6-1.